# Didaphne
Didaphne is een geslacht van vlinders van de familie spinneruilen (Erebidae), uit de onderfamilie Arctiinae.

## Soorten
- D. caerulescens Hampson, 1901
- D. cyanomela Neumoegen, 1894
- D. chiguinda Druce, 1885
- D. dispar Warren, 1907
- D. flavivena Dognin, 1909
- D. nigrilinea Walker, 1865
- D. sitia Schaus, 1910
- D. tornensis Prout, 1918